# Lia Apostolovski
Lia Apostolovski (Liubliana, 23 de junio de 2000) es un deportista eslovena que compite en atletismo. Ganó una medalla de bronce en el Campeonato Mundial de Atletismo en Pista Cubierta de 2024, en la prueba de salto de altura.

## Palmarés internacional
| Campeonato Mundial en Pista Cubierta | Campeonato Mundial en Pista Cubierta | Campeonato Mundial en Pista Cubierta | Campeonato Mundial en Pista Cubierta |
| Año                                  | Lugar                                | Medalla                              | Prueba                               |
| ------------------------------------ | ------------------------------------ | ------------------------------------ | ------------------------------------ |
| 2024                                 | Glasgow (Reino Unido)                | Medalla de bronce                    | Salto de altura                      |